# Roland Hoff
Roland Hoff (* 19. März 1934 in Hannover; † 29. August 1961 in Berlin) war ein Todesopfer an der Berliner Mauer. Er wurde im Teltowkanal 16 Tage nach Schließung der Grenze zwischen West-Berlin und der DDR und dem Bau der Mauer bei einem Fluchtversuch erschossen.

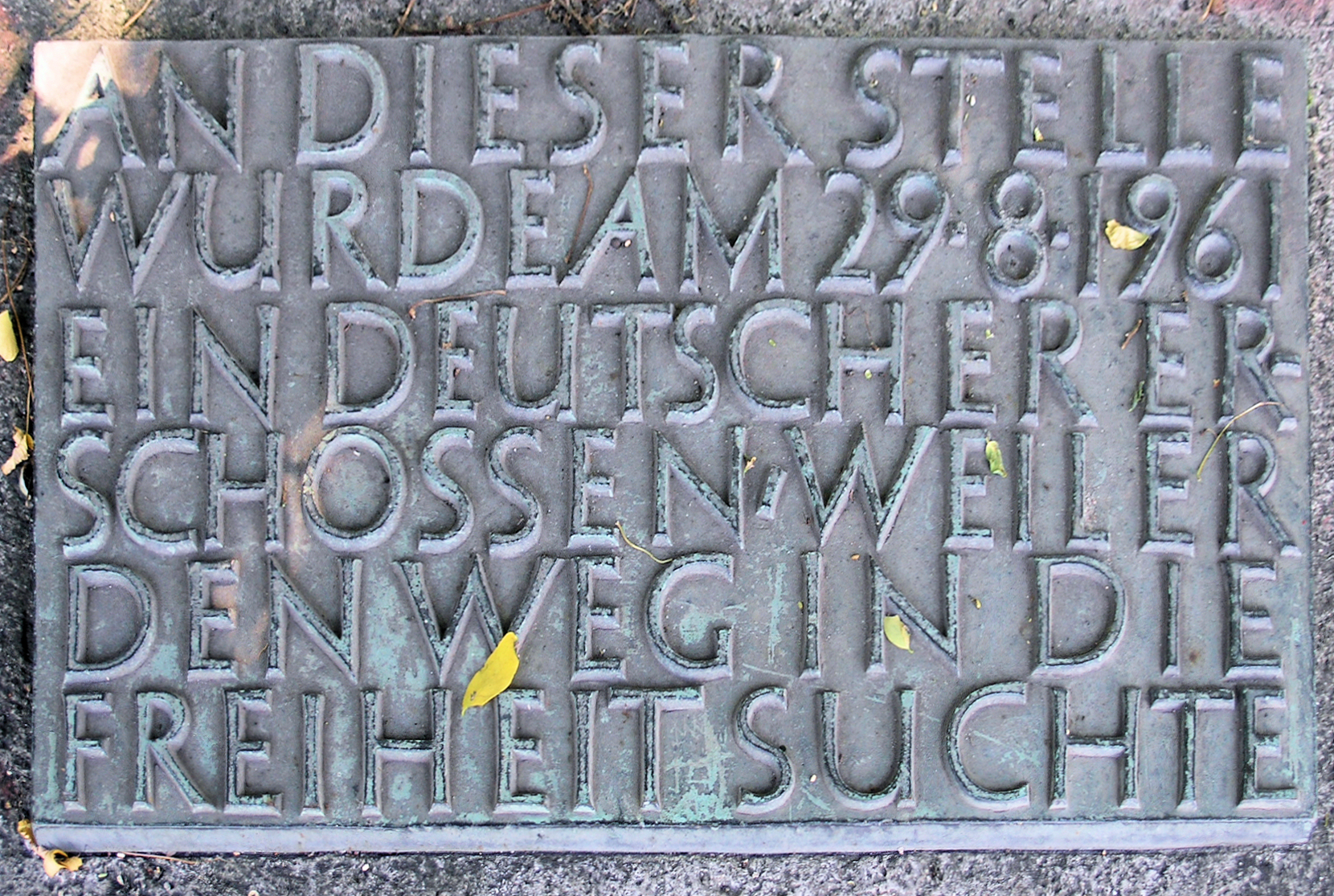
Gedenktafel für den am 29. August 1961 Erschossenen

Der 27-jährige Rohrleger siedelte im Juni 1961 in die DDR über. Seine Familie lebte weiter im Raum Hannover. In der DDR lebte er zunächst im Übergangslager in Barby. Er bekam eine Wohnung und einen Arbeitsplatz in Forst in der Niederlausitz zugewiesen, dachte aber schon über eine Rückkehr in den Westen nach. Nach dem Bau der Mauer am 13. August sprach sich Hoff in seinem Betrieb gegen die Schließung der Grenze aus und wurde entlassen. Anstatt vor einem Schiedsgericht zu erscheinen, brach er am 29. August nach Berlin auf.
In Teltow mischte er sich unter eine Arbeitergruppe, die unter der Bewachung der Volkspolizei mit der Rodung der Uferböschung beschäftigt war. Er sprang gegen 14 Uhr in den Kanal und schwamm in Richtung der Grenze, die hier in der Mitte des Kanals lag (52° 24′ 16″ N, 13° 16′ 8″ O). Vier Grenzpolizisten eröffneten das Feuer auf ihn. Er wurde tödlich am Kopf getroffen und versank. Einige der Arbeiter protestierten in der Folge gegen die Polizisten und wurden verhaftet. Auf der West-Berliner Uferseite sammelten sich Polizisten und Journalisten, die Aufnahmen der Schützen machten. In einem Flugblatt der DDR heißt es über den Vorfall: „Ein Handlanger der kalten Krieger konnte seinen Auftrag nicht zu Ende führen. Eine Laus am Körper unseres Arbeiter- und Bauernstaates wurde zerdrückt, bevor sie beißen konnte.“ In Zeitungsberichten wurden Hoff und der kurz vorher erschossene Günter Litfin als Kriminelle dargestellt.
Die Staatsanwaltschaft leitete Ermittlungen gegen die unbekannten Täter ein und setzte eine Belohnung von 10.000 DM aus. Ein Fahndungsplakat wurde entlang der Grenze aufgehängt. Nach der Wende wurden drei der Schützen, deren Namen durch übergelaufene Grenzer bekannt waren, vor Gericht gestellt. Da die DDR Roland Hoffs Name nicht veröffentlichte, erfuhren seine Angehörigen erst nach der Wende von seinem Schicksal. Am West-Berliner Ufer erinnert ein Gedenkstein an den toten Flüchtling.